# Boris Spasski

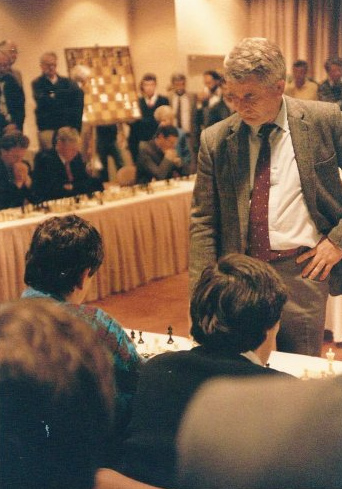
Boris Spasski

Boris Vasilievici Spasski (în limba rusă Бори́с Васи́льевич Спа́сский; n. 30 ianuarie 1937, Leningrad, RSFS Rusă, URSS – d. 27 februarie 2025, Moscova, Rusia) a fost un mare maestru internațional rus de șah și fost campion mondial (1969–1972). 
În 1972 a pierdut acest titlu în favoarea lui Bobby Fischer.

## Legături externe
- Materiale media legate de Boris Spasski la Wikimedia Commons
- Boris V Spassky chess games at 365Chess.com
- Boris Spasski at ChessGames.com
- Boris Spassky team chess record at OlimpBase.org
- Interview with Boris Spassky at GrandMaster Square
- Chessbase report of Spassky's stroke